# 青地四郎
青地 四郎（あおち しろう、1878年〈明治11年〉7月4日 - 没年不明）は、日本の実業家、資産家、地主、東京府多額納税者。族籍は東京府平民。

## 人物
東京生まれ。東京府士族・青地伊三郎の長男。青地伊一、青地多吉の兄。祖父四郎左衛門の養子となり1883年、家督を相続する。幼児より学問を好み物を整い理に敏く、近隣の人から「流石は名家の生まれ」と称揚される。社会幾多の公共事業に尽くす。
貴族院多額納税者議員選挙の互選資格を有する。宗教は浄土宗。趣味は旅行。住所は東京市浅草区瓦町、同市牛込区新小川町。

## 家族・親族
青地家
- 祖父・四郎左衛門[2]
- 祖母（東京、松本喜兵衛の養子）[5]
- 父・伊三郎（旧金沢藩士[2][5][9]、東京府士族[6]）
- 弟
  - 伊一（1883年 - ?、実業家[2]、資産家[5]、東京府士族、地主[6]）
  - 多吉（1888年 - ?、資産家[5]、蒔絵師[10]）
- 妻・りん（1878年 - ?、山梨、小林七郎の長女）[6]
- 長男・四郎一郎（1898年 - ?）[6]
  - 同妻[6]
  - 同長男[6]
- 二男・四郎次郎（1909年 - ?）[5]
- 長女[6]
- 二女[5][9]
- 孫[6]